# 伊戈尔·马托维奇
伊戈尔·马托维奇（1973年5月11日—），第7任斯洛伐克总理。生于特爾納瓦，大学就读于布拉迪斯拉發夸美紐斯大學，随后投身出版界。2010年与妻子结婚后，他把出版社的经营权转让给妻子，自己投身政界。
马托维奇成立中间偏右政党普通人與獨立人格，高调宣扬反腐败理念，成功于2010年入选国民议会。他的反腐败运动以“照耀所指贪污行为的公开噱头”为特点，尤其关注议会特权和腐败。
马托维奇于2020年再次当选，他所在的党获得大量席位，与另外三个中间和右翼政党组建聯合政府。他所选拔的阁员获得苏珊娜·恰普托娃批准，其后他于2020年3月21日宣誓就任。
一年後，他因私自決定購買俄製疫苗而辭職，並在新內閣中與副手愛德華·黑格爾交換職位、改任副總理兼財政部長。

## 早年
伊戈尔·马托维奇1973年5月11日生于特爾納瓦。1993年，他就读于布拉迪斯拉發夸美紐斯大學管理学院，1997年毕业。其后他创办公司，于2002年到2010年间担任特尔纳瓦出版社regionPRESS首席执行官。后来，这家出版社的经营权转给了他的妻子帕夫利娜。法新社称他是一位“白手起家的百万富翁、前媒体大亨，有点古怪”，如今成为了“媒体专家，但也是一位不可估量的政治人物”。

## 政治生涯
2010年，他创建中间偏右的政党普通人公民运动。该党党魁马托维奇利用家里的出版公司，免费派发宣传单张，高调宣扬反腐败。2010年选举中，他和另外三名独立人格的成员凭政党自由和团结的名单，首度赢得国会席次。当选后，他出席自由和团结组织的党团会议，直到次年2月支持主张限制多重国籍的反对党方向－社會民主黨。马托维奇反对政治立场导致自由和团结被赶出执政联盟。2011年，伊薇塔·拉迪乔娃政府垮台，2012年需要重新选举。在马托维奇的带领下，普通人改组为独立政党普通人与独立人格，最终赢得8.55%的票数，夺取16个席位。由于拒绝与方向－社會民主黨合作，他继续持反对立场。
作为党魁，马托维奇的反腐运动受到高度关注。为了反对议会豁免权，他把车子停在人行道上，向要把车子拖走的警察出示他的议会通行证。他甚至接受测谎机测试，证明自己从未受贿。然而，罗伯特·菲佐指控马托维奇经营出版社时有过不当行为，曾向员工帕维尔·范达克（Pavel Vandák）支付1.22亿斯洛伐克克朗，实现虚拟渠道销售，而范达克应该是从内部帐号获得款项。马托维奇否认该指控。
在2020年2月29日举行的2020年选举中，马托维奇的普通人与独立人格党获得25.02%的票数，赢得150个国民议会席次中的53个。腐败成为这次选举的重要问题，帮助长期标榜自己为反腐活动人士的马托维奇胜选。3月13日，马托维奇宣布已我们是一家人、中间政党自由和团结和为了人民达成成立执政联盟的协议，尽管他们未就共同的执政计划达成共识。他未透露新内阁的人选。3月16日，他向总统苏珊娜·恰普托娃递交内阁名单，所有人的任命都获得批准。内阁名单于3月18日公布，3月21日宣誓就任。
2021年3月，因為採購加馬列亞COVID疫苗引發執政爭議，內閣16個成員中有6名官員辭職。